# Asamblea Departamental del Atlántico
La Asamblea Departamental del Atlántico es una corporación político administrativa del departamento del Atlántico, Colombia. Esta entidad está conformada por 14 diputados, quienes representan el poder legislativo autónomo a nivel regional. Estos son elegidos por votación popular y ejercen durante un período de 4 años y sirven como mediadores entre toda la población del departamento. La sede principal está ubicada en la calle 40 # 45 46 de la ciudad de Barranquilla.
Está amparada por la Constitución Política de Colombia y goza de autonomía y presupuesto. Como ente territorial, emite órdenes y decretos que son de obligatorio cumplimiento.

## Objetivos y políticas
La Asamblea Departamental del Atlántico tiene por objetivos la reglamentación y la prestación de los servicios a cargo del departamento del Atlántico. Todos los objetivos van orientados al servicio y «armonizar la gestión pública con la misión institucional y los intereses colectivos».
En términos generales, está al servicio y la disposición de toda la población que conforma el departamento del Atlántico y los entes territoriales.

## Mesa directiva
La Asamblea Departamental del Atlántico se compone de una Mesa directiva oficial. Está formada por el presidente, primer vicepresidente y segundo vicepresidente y ejercen sus funciones en enero del año en que fueron seleccionados.
La Mesa directiva está conformada de la siguiente manera:
- Presidente: Gersel Pérez Altamiranda.
- Primer vicepresidente: L. Karina LLanos.
- Segundo vicepresidente: Nicolás Petro Burgos.